# Hrabstwo Leon (Teksas)
Hrabstwo Leon – hrabstwo w USA, położone we wschodniej części Centralnego Teksasu. Utworzone w 1846 r. Siedzibą hrabstwa jest miasteczko Centerville, a największą miejscowością Buffalo. Jego zachodnią i wschodnią granicę wyznaczają odpowiednio rzeki Navasota i Trinity. 
Hrabstwo Leon jest znane jako "Deerest Place In Texas" (najbardziej jeleniowate miejsce w Teksasie), a blisko połowę (ok. 47%) obszaru zajmują lasy.

Piramida wieku hrabstwa

## Gospodarka
58% areału gospodarstw zajmują obszary pasterskie, 24% lasy i 14% uprawy. Hrabstwo posiada 9. co do wielkości fermę drobiu w Teksasie, liczącą 6 377 423 sztuki (dane z 2022 roku), ponadto ma znaczące hodowle bydła (87,7 tys.) i koni (1,6 tys.). Ważną rolę odgrywają łowiectwo, uprawa choinek, akwakultura, produkcja siana, szkółkarstwo, brzoskwinie i orzechy pekan. Znaczące wydobycie gazu ziemnego i ropy naftowej.

## Sąsiednie hrabstwa
- Hrabstwo Freestone (północ)
- Hrabstwo Anderson (północny wschód)
- Hrabstwo Houston (wschód)
- Hrabstwo Madison (południe)
- Hrabstwo Robertson (zachód)
- Hrabstwo Limestone (północny zachód)

## Miasta
- Buffalo
- Centerville
- Jewett
- Leona
- Marquez
- Oakwood

## CDP
- Hilltop Lakes

## Demografia
Według danych pięcioletnich z 2023 roku, 73% mieszkańców to biali niebędący Latynosami. Do największych grup należały osoby pochodzenia meksykańskiego (13,9%), irlandzkiego (13,9%), niemieckiego (11,3%), angielskiego (10,8%), afroamerykańskiego (7,3%), „amerykańskiego” (5,1%), szkockiego lub szkocko–irlandzkiego (3,8%) i włoskiego (3,5%).

## Religia
Krajobraz religijny Hrabstwa Leon w 2020 roku charakteryzował się dominacją wspólnot protestanckich. Wśród nich wyróżniały się ruchy baptystyczne, zielonoświątkowe, kościoły bezdenominacyjne, metodyści oraz campbellici. Inne znaczące grupy religijne to katolicy (5,5%) i świadkowie Jehowy (1,1%).